# 鈴木志遠
鈴木 志遠（すずき しおん、1997年2月1日 - ）は、日本の俳優、モデルである。東京都出身。太田プロダクション所属。

## 略歴
2019年、大学４年在学時、芸能活動をしていたものの、なかなか仕事を得られず、一般企業への就職という道を模索し始めた最中、最後に一度挑戦しようと思っていた第12回FINEBOYS専属モデルオーディションでグランプリ＆太田プロ賞受賞し芸能界入り。

## 人物
- 趣味: スポーツ観戦、読書、お笑い観戦[1]。
- 特技: サッカー、世界の国旗の国名を言えること、それぞれの国の豆知識を言えること、人の顔を覚えること[1]。

## 出演

### テレビアニメ
- 忍者コレクション（2020年7月 - 、テレビ東京） - 濘 役

### テレビドラマ
- 誉田哲也サスペンス ドンナビアンカ〜刑事 魚住久江〜（2020年10月5日、テレビ東京） - 飯田海斗 役
- ビッ友×戦士 キラメキパワーズ!（2021年7月 - 2022年6月26日、テレビ東京） - マックラクラスケ/ダークナイト 役[3]
- もしも、イケメンだけの高校があったら（2022年1月15日 - 3月19日、テレビ朝日） - 土屋志遠 役[4]
- オールドルーキー 第1話・第4話（2022年6月26日・7月24日、TBS）- 外岡悠人 役[5]
- 森村誠一ミステリースペシャル 終着駅シリーズ 第38作「十月のチューリップ」（2022年12月22日、テレビ朝日） - 高橋一馬 役
- 女神の教室〜リーガル青春白書〜 第4話（2023年1月30日、フジテレビ） - 北島 役
- ローカルアナのさがしもの（2024年11月16日 - 30日、山梨放送） - 海梨ライダー 役[6]

### WEBドラマ
- 人生投資案内人 林田唯 第1話（2022年1月5日、YouTube）- 古賀雄介 役
- 今夜、わたしはカラダで恋をする。Season2 第2話「彼氏じゃない人とする夜」（2023年2月4日、ABEMA） - 小泉一真 役[7]

### 映画
- ヘタな二人の恋の話（2022年7月1日公開、キングレコード） - 主演・須藤祐太 役（街山みほとのダブル主演）
- 世界の終わりから（2023年4月7日公開、ナカチカ）
- 卍 リバース（2024年5月24日公開、アルバトロス・フィルム） - 主演・園田孝太郎 役[8]

### テレビ番組
- 戦国炒飯TV 〜なんとなく歴史が学べる映像〜（TOKYO MX 他、2020年8月 - 2020年12月）
- レギュラー番組への道 ヒロイン誕生!朝ドラな女たち「漫画家 上田トシコ×畑 芽育」（2022年1月28日、NHK BSプレミアム） - 藤岡英興 役

### WEB番組
- TERRACE HOUSE TOKYO 2019-2020 （2019年10月 - 2020年5月、Netflix）
- 恋愛ドラマな恋がしたい〜Kiss me like a princess〜（2022年5月15日 - 7月31日、ABEMA）

### 舞台
- 演劇ユニット「羽原組」旗揚げ公演『DOWNTOWN STORY』（2022年9月13日 - 19日、赤坂RED THEATER）

### 雑誌
- FINEBOYS（2020年1月号 - ） - 専属モデル